# 摩亨佐-达罗
摩亨佐-達羅（公元前2600年－前1800年），又译摩亨朱-达罗或摩亨佐達羅，亦有「死亡之丘」（Mound of the Dead）之稱，是印度河流域文明的重要城市，大约于公元前2600年建成，位于現今巴基斯坦信德省。摩亨佐-達羅是人類文明發展史上主要的早期古代城市，相當於古印度河流域文明的大都會，該段時期的其他古文明包括古埃及、美索不達米亞及克里特文明。學者多认为它是在雅利安人入侵之前由古印度的达罗毗荼人所締造的都市文明。
摩亨佐-達羅的考古遺址被列入世界遺產， 与哈拉帕文明并称为古印度文明的代表。目前專家擔心這個遺蹟會因風化及不恰當的保護而最終消失於世人眼前。

## 重現與發掘
摩亨佐-達羅約於公元前2600年興建，約於公元前1900年棄置。1922年，印度考古調查局的Rakhaldas Bandyopadhyay發現摩亨佐-達羅的遺址。一名僧人帶領他到一個（他誤以為該地為窣堵坡）土丘。1930年代，約翰·馬歇爾、K. N. Dikshit、Ernest Mackay及其他考古專家帶領，進行大量的發掘工作。發掘遺址主管所用的車子是由約翰·馬歇爾借出的，目前仍放置於摩亨佐-達羅博物館內，展現出他們發掘工作的艱辛及熱忱。後來的發掘由艾哈迈德·哈桑·达尼及莫蒂默·惠勒於1945年進行。
最近期的一次大型發掘於1964年至1965年由G. F. Dales博士帶領進行。之後，由於風化對出土結構的破壞，導致發掘工程遭禁止。自1965年以來，考古計劃僅限於對出土文物的拯救、地面勘察及遺址保養。儘管禁止了主要的考古遺跡計劃，在1980年代，由Michael Jansen博士及Maurizio Tosi博士帶領的德國及意大利調查隊伍結合了建築文物、地面勘察、地面挖掘及探測等技術，以找尋古印度河流域文明的線索。

## 文字及印章
摩亨佐-达罗遗址出土了大量印章，这些印章有玉石，有铜，刻画了数百个字符图形，至今仍然未能释读成功。

## 外部連結
- Harappa （页面存档备份，存于）
- 摩亨佐·达罗遗址文物相片 （页面存档备份，存于）
- 古印度文字：无人能解的“天书” （页面存档备份，存于）

27°19′45″N 68°08′20″E / 27.32917°N 68.13889°E